# Dolichopeza multiseta
Dolichopeza multiseta är en tvåvingeart som beskrevs av Alexander 1949. Dolichopeza multiseta ingår i släktet Dolichopeza och familjen storharkrankar. Inga underarter finns listade i Catalogue of Life.